# Барон Четвуд

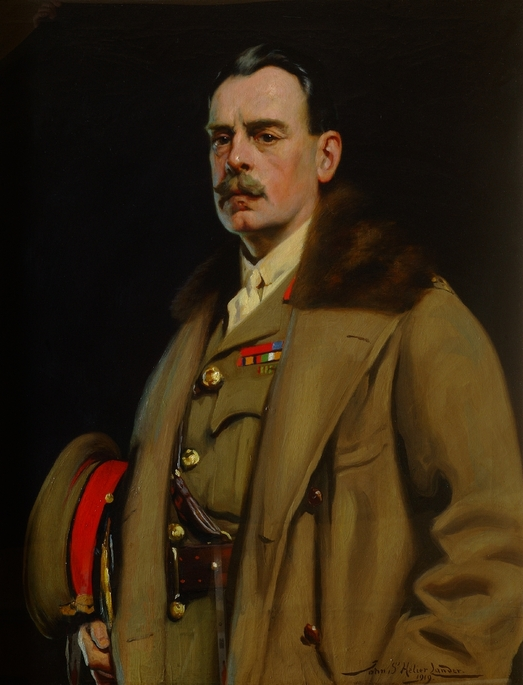
Фельдмаршал Филипп Уолхаус Четвуд, 1-й барон Четвуд (1869—1950)

Барон Четвуд из Четвуда в графстве Бакингемшир — наследственный титул в системе Пэрства Соединённого королевства. Он был создан 10 июля 1945 года для известного британского военачальника, фельдмаршала сэра Филиппа Четвуда, 7-го баронета (1869—1950). По состоянию на 2024 год носителем титула являлся его внук, 2-й барон Четвуд (род. 1937), который наследовал своему деду в 1950 году. Он — старший сын капитана Роджера Чарльза Четвуда (1906—1940), который был убит во время Второй Мировой войны.
Титул баронета из Окли в графстве Стаффордшир (Баронетство Англии) был создан 6 апреля 1700 года для Джона Четвуда (1666—1733) из Окли-Холла в Стаффордшире, предка 1-го барона Четвуда. Он был высшим шерифом Стаффордшира в 1698 году. Его внук, сэр Джон Туше Четвуд, 3-й баронет (1732—1779), был высшим шерифом Стаффордшира в 1756 году. Сэр Джон Четвуд, 4-й баронет (1764—1845) представлял в Палате общин Ньюкасл-андер-Лайм (1815—1818) и Бакингем (18414-1845), а также был высшим шерифом Чешира в 1789 году. Его сын, сэр Джон Четвуд, 5-й баронет (1788—1873), служил высшим шерифом Уорикшира в 1852 году. Он был женат на Элизабет Джулиане Ньюдигейт-Ладфорд, в 1826 году получил королевское разрешение на дополнительную фамилию «Ньюдигейт-Ладфорд». Его преемником стал его племянник, сэр Джордж Четвуд, 6-й баронет (1823—1905). Он имел чин полковника британской армии. После смерти последнего в 1905 году титул перешёл к его сыну, вышеупомянутому Филиппу Четвуду, 7-му баронету (1869—1950), который в 1945 году был возведён в звание пэра.

## Баронеты Четвуд из Окли (1700)
- 1700—1733: Сэр Джон Четвуд, 1-й баронет (4 сентября 1666 — 22 апреля 1733), сын Филиппа Четвуда (ок. 1642—1678)[1]
- 1733—1764: Сэр Филип Туше Четвуд, 2-й баронет (22 июля 1700 — 15 ноября 1764), сын предыдущего[2]
- 1764—1779: Сэр Джон Туше Четвуд, 3-й баронет (29 апреля 1732 — 25 мая 1779), сын предыдущего[3]
- 1779—1845: Сэр Джон Четвуд, 4-й баронет (11 мая 1764 — 17 декабря 1845), четвертый сын предыдущего[4]
- 1845—1873: Сэр Джон Ньюдигейт-Ладфорд-Четвуд, 5-й баронет (12 ноября 1788 — 8 сентября 1873), старший сын предыдущего[5]
- 1873—1905: Подполковник Сэр Джордж Четвуд, 6-й баронет (20 июля 1823 — 28 июня 1905), племянник предыдущего, единственный сын преподобного Джорджа Четвуда (1791—1970), внук 4-го баронета[6]
- 1905—1950: Сэр Филип Уолхаус Четвуд, 7-й баронет (21 сентября 1869 — 6 июня 1950), старший сын предыдущего, барон Четвуд с 1945 года[7].

## Бароны Четвуд (1945)
- 1945—1950: Фельдмаршал Филипп Уолхаус Четвуд, 1-й барон Четвуд (21 сентября 1869 — 6 июля 1950), старший сын подполковника сэра Джорджа Четвуда (1823—1905)[7]
- 1950 — настоящее время: Филипп Четвуд, 2-й барон Четвуд (род. 26 марта 1937), внук предыдущего, старший сын достопочтенного Роджера Чарльза Джорджа Четвуда (1906—1940)[8]
  - Наследник титула: достопочтенный Роджер Четвуд (род. 29 мая 1968), старший сын предыдущего[9].
    - Наследник наследника: Филипп Роуэн Четвуд (род. 8 октября 2002), старший сын предыдущего[10].